# 山本絵美 (声優)
山本 絵美（やまもと えみ、1月17日 - ）は、日本の女性声優。大阪府出身。プロダクション・エース（預かり）に所属していた。

## 出演
太字はメインキャラクター。

### テレビアニメ
2011年
- R-15（クラスメイト）

2012年
- Another（女子）
- ひだまりスケッチ×ハニカム（女子B）

2013年
- ひだまりスケッチ 沙英・ヒロ 卒業編（女子B）

2014年
- 風雲維新ダイ☆ショーグン（女A、女2）

### OVA
2012年
- 一発必中!! デバンダー（ラブリー[1][2]）
- 乙女はお姉さまに恋してる 2人のエルダー THE ANIMATION（真行寺茉清[1]）